# Guitta
Thiago Mendes Rocha, meglio noto come Guitta (Ribeirão Pires, 11 giugno 1987), è un giocatore di calcio a 5 brasiliano, campione del mondo con la nazionale brasiliana nel 2012 e 2024.

## Carriera
Guitta ha debuttato nella nazionale maschile di calcio a 5 del Brasile nel luglio del 2011 in occasione di una doppia amichevole giocata contro il Paraguay; due mesi più tardi integra la lista definitiva dei convocati alla Copa América 2011 in sostituzione dell'infortunato Léo Oliveira.

## Palmarès

### Club

#### Competizioni nazionali
- Campionato brasiliano: 3
Intelli: 2012, 2013
Corinthians: 2016
- Campionato portoghese: 3
Sporting CP: 2020-21, 2021-22, 2022-23
- Coppa del Portogallo: 2
Sporting CP: 2018-19, 2019-20

#### Competizioni internazionali
- Coppa Libertadores: 1
Intelli: 2013
- UEFA Champions League: 2
Sporting CP: 2018-19, 2020-21

### Nazionale
- Coppa America: 3
2011, 2017, 2024
- Campionato mondiale: 2
2012, 2024
- Grand Prix de Futsal: 2
2013, 2018